# Burek
Burek je skupina plněného pečeného nebo smaženého pečiva, z tenkého taženého těsta známého jako filo (nebo yufka). Muže být plněný sýrem (často fetou), sirenem nebo kaşarem, mletým masem nebo zeleninou. Pravděpodobně byl vyvinut v oblasti, kde dnes leží moderní Turecko, v antalijských provinciích Osmanské říše v jejím raném období (15. nebo 16. stol.), později se stal populární součástí osmanské kuchyně. Burek může být připravován na velké pánvi a po dopečení nakrájen na porce, nebo jako jednotlivé menší kusy pečiva. Seshora může být burek posypán sezamovými semínky.
Burek je velmi populární v kuchyních bývalé Osmanské říše, a to zejména v severní Africe a na celém Balkánu. V kuchyních jižních Slovanů, historicky ovlivněných úzkým kontaktem s turkickými národy v Asii a Evropě, jsou rovněž známy odvozeniny burku. Burek je také součástí mizrahi a sefardských židovských tradic.

## Původ a jméno

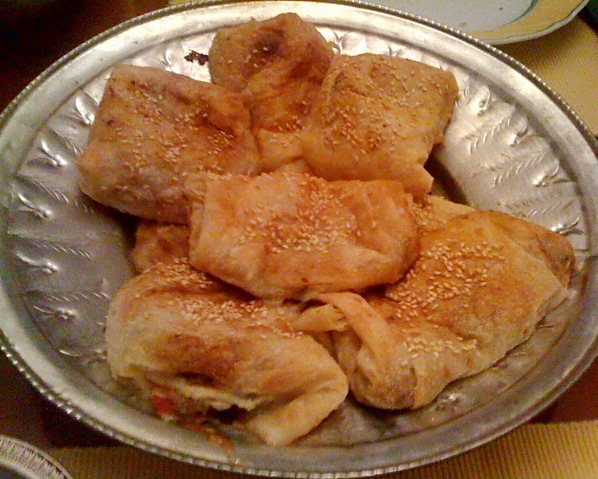
Typický doma připravený burek

Burek má svůj původ v turecké kuchyni (srov. baklava a je její nejvýznamnější zástupce). Ve skutečnosti prastaré prvky turecké kuchyně byly vyvinuty Turky ve Střední Asii před jejich migrací na západ do Anatolie.
Burek v tureckém jazyce odkazuje na jakékoliv jídlo připravené s yufkou. Název pochází z tureckého kořene Bur-"stočit", (podobně jako srbské slovo savijača (od savijati - točit), které také popisuje pokrm z vrstveného těsta).

## Turecko
V moderním Turecku má burek širokou škálu regionálních variant napříč různými kulturami a etniky, a to včetně:
- Su böreği – "vodový burek" je jedním z nejběžnějších typů. Vrstvy těsta se vaří krátce ve velkých pánvích, poté je mezi vrstvy rozptýlena směs balkánského sýra, petrželky a oleje. Celé se to potře máslem a vloží do zděné trouby péct.[2]
- Sigara böreği – "cigaretový burek" nebo Kalem böreği – "burek-pero" je menší, válcovitý druh často plněný balkánským sýrem, bramborem, petrželkou a někdy s mletým masem nebo uzeninou. Do burku se přidává různá zelenina, bylinky a koření: jako je špenát, kopřiva, pórek a cuketa a obvykle mletý černý pepř.[7]
- Paçanga böreği je tradiční sefardská židovská specialita Istanbulu plněná pastırmou nebo kasarem a zelenými paprikami, která je smažená v olivovém oleji a konzumována jako meze.
- Saray böreği – "palácový burek" je vrstvený burek, kde je čerstvé máslo vložené mezi každý list těsta.
- Talas böreği nebo Nemse böreği ("piliny" nebo "rakouský" burek) je malý čtvercový burek většinou plněný kostkami jehněčího a hráškem, který má více škrobovité listy yufky, takže je nafouklý a křupavý.
- Kol böreği – "svitkový burek" se připravuje v dlouhých rolích, zaoblený nebo rovný a naplněný buď mletým masem nebo sýrem feta, špenátem či bramborem a pečený při nízké teplotě.
- Sarıyer böreği je menší a trochu tučnější verze "Kol böreği"; je pojmenován podle istanbulské čtvrti Sarıyer.
- Gül böreği – "růžový burek", také známý jako Yuvarlak böreği – "kulatý" nebo "spirálovitý burek", je svinutý do malých spirál; má kořeněnější náplň než ostatní varianty burku.
- Çiğ börek nebo Çibörek – "syrový burek" je burek polokulatého tvaru, plněný syrovým mletým masem a smažený v oleji na konkávní straně pánve sac, je velmi populární ve městech s úspěšnou tatarskou komunitou, jako jsou Eskişehir, Polatli a Konya.
- Töbörek je další tatarská varianta, podobná Çiğ börek, nesmaží se však v oleji ale peče buď na konvexní straně pánve sac, nebo ve zděné peci.
- Laz böreği, specialita oblasti Rize, je to sladká verze, naplněná muhallebi (mléčný pudink nebo vaječný krém v osmanském stylu) a podává se posypaná moučkovým cukrem. Je podobná řecké bougatse.
- Kürt Böreği je podobný Laz böreği ale bez krémové náplně. Také se nazývá sade („prostý“) a podává se s jemným moučkovým cukrem.

Většinou je název "burek" v turečtině doprovázen popisným slovem, které odkazuje na tvar, složení, metodu vaření nebo případně konkrétní region, kde je obvykle připravován, jako výše uvedené Kol böreği, Su böreği, Talas böreği nebo Sarıyer böreği.

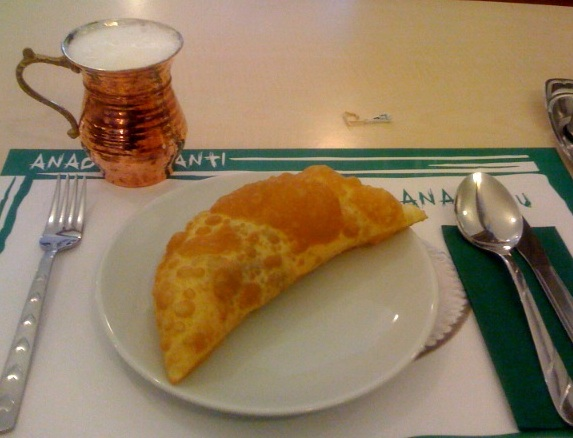
Çibörek a Ayran
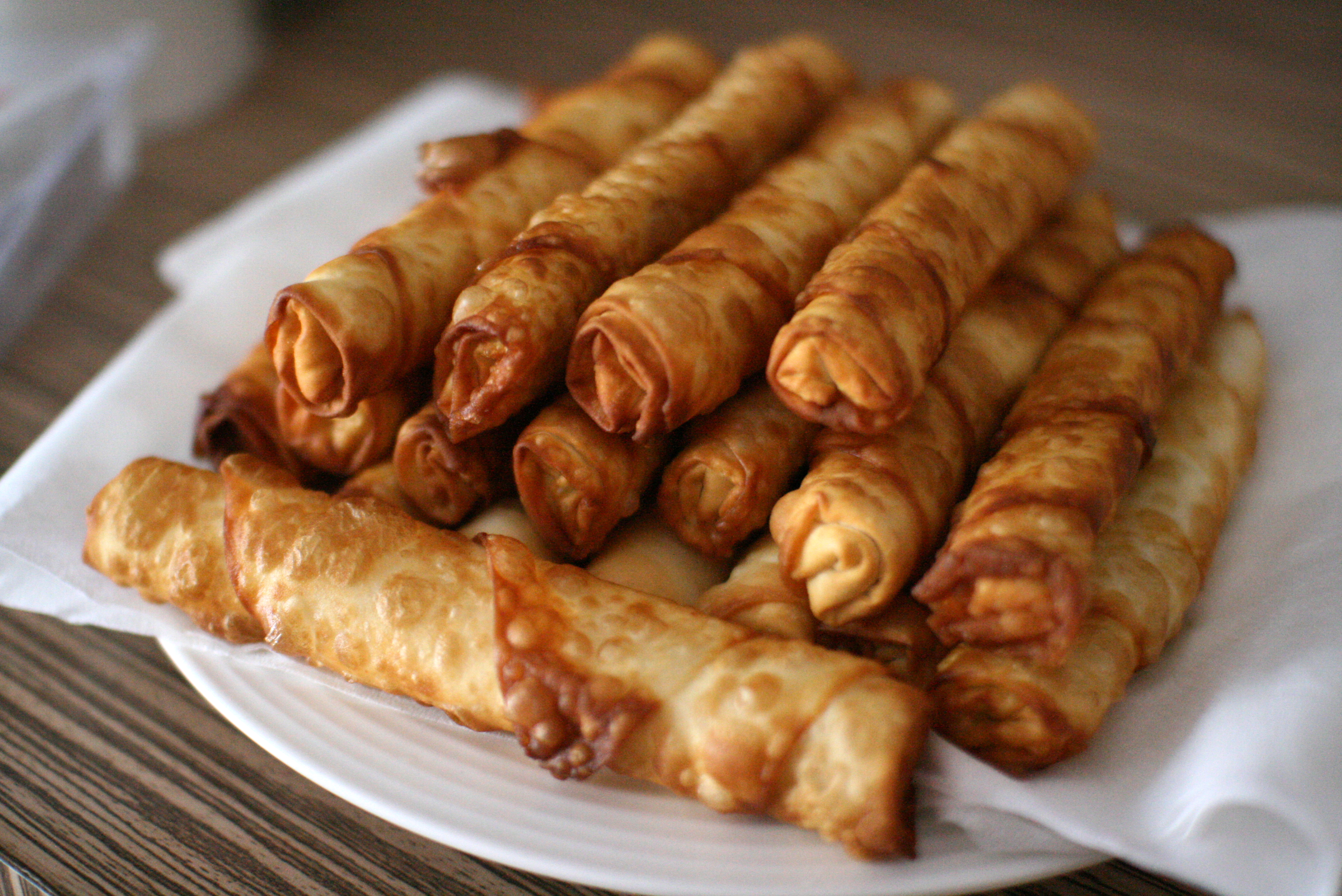
Sigara nebo Kalem böreği
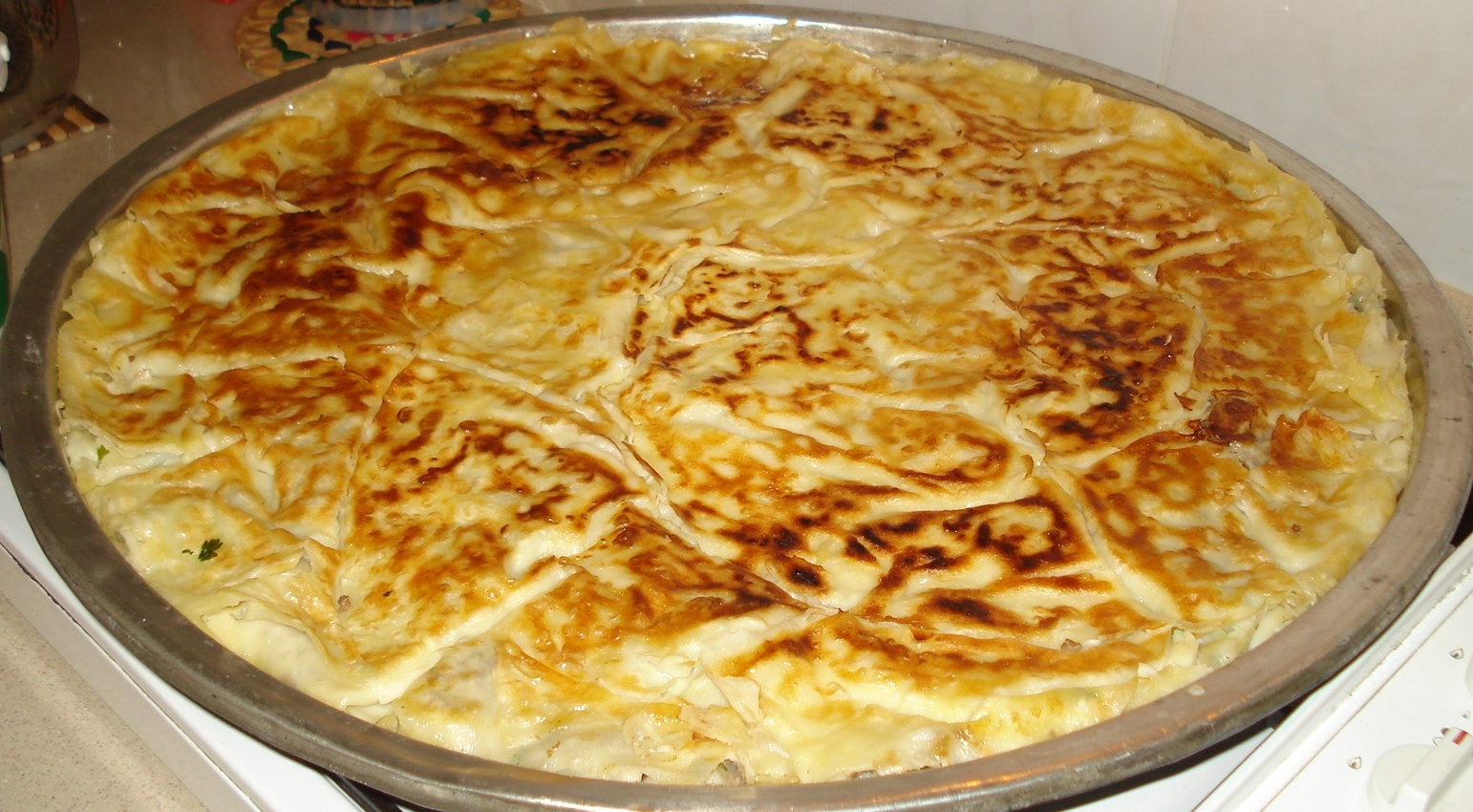
Zásoby Su böreği z Turecka

## Izrael

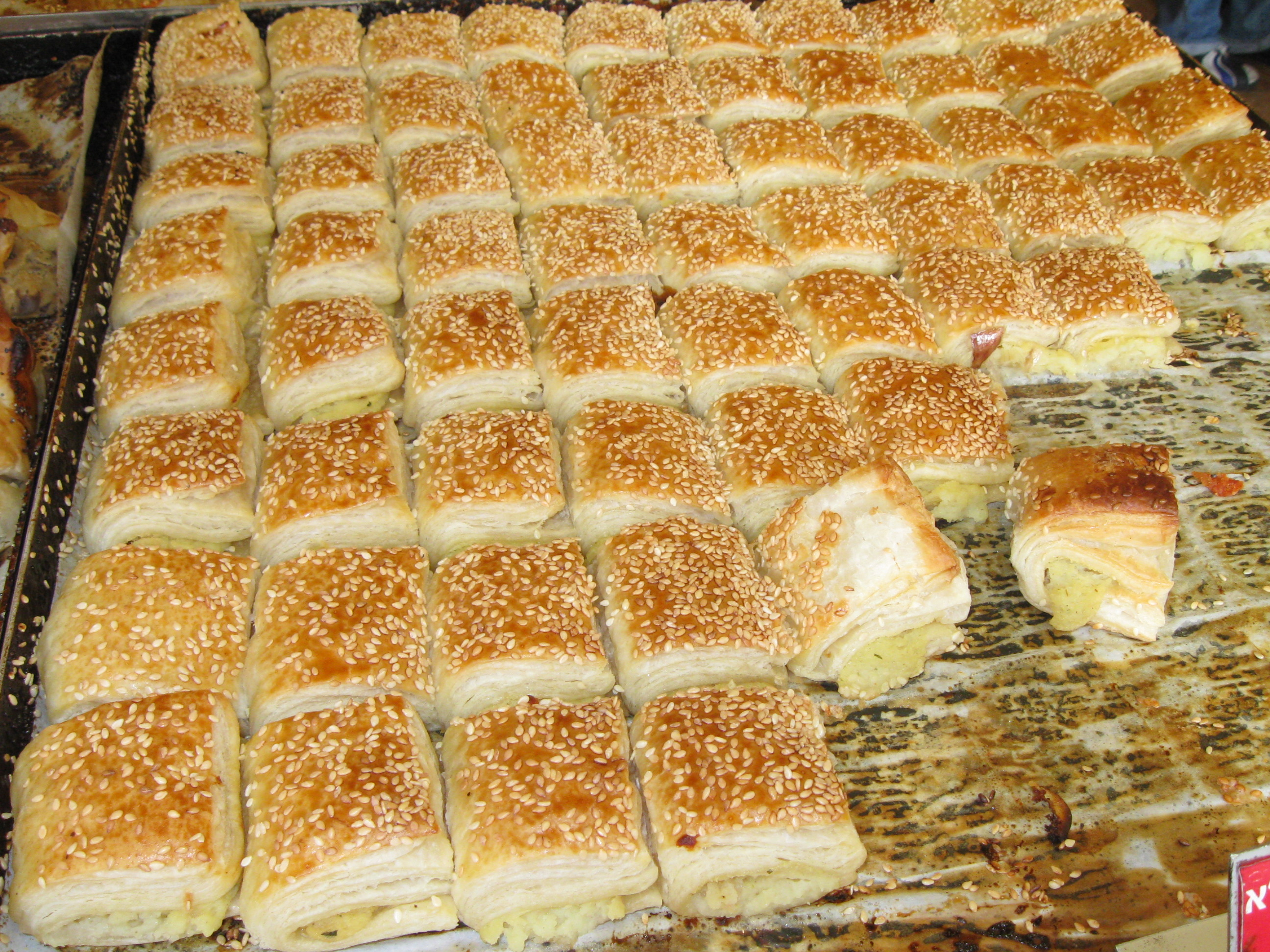
Bramborový burek na trhu Machane Jehuda

V Izraeli se burek (Bourekas) (hebrejsky בורקס‎) stal populární, když sefardští přistěhovalci připravovali pokrmy z kuchyní svých rodných zemí. Bourekas může být vyroben buď z těsta zvaného filo nebo z listového těsta s různými náplněmi. Nejoblíbenějšími náplněmi jsou slaný sýr a bramborová kaše. Mezi další patří houby, mleté maso, sladké brambory, cizrna, olivy, špenát, slézu, mangold, lilek nebo příchuť pizzy. Většina bureků v Izraeli se vyrábí z těst na bázi margarínu spíše než těst na bázi másla, takže (alespoň odrůdy bez sýra) lze jíst spolu s mléčnými pokrmy nebo masovými pokrmy v souladu s košer zákazy míchání mléka a maso ve stejném jídle. 
Izraelské bureky mívají různé tvary a jsou často posypány semínky. Tvary a výběr semen obvykle svědčí o )náplni a staly se poměrně standardní v malých pekárnách i ve velkých provozech.

## Albánský burek nebo lakror

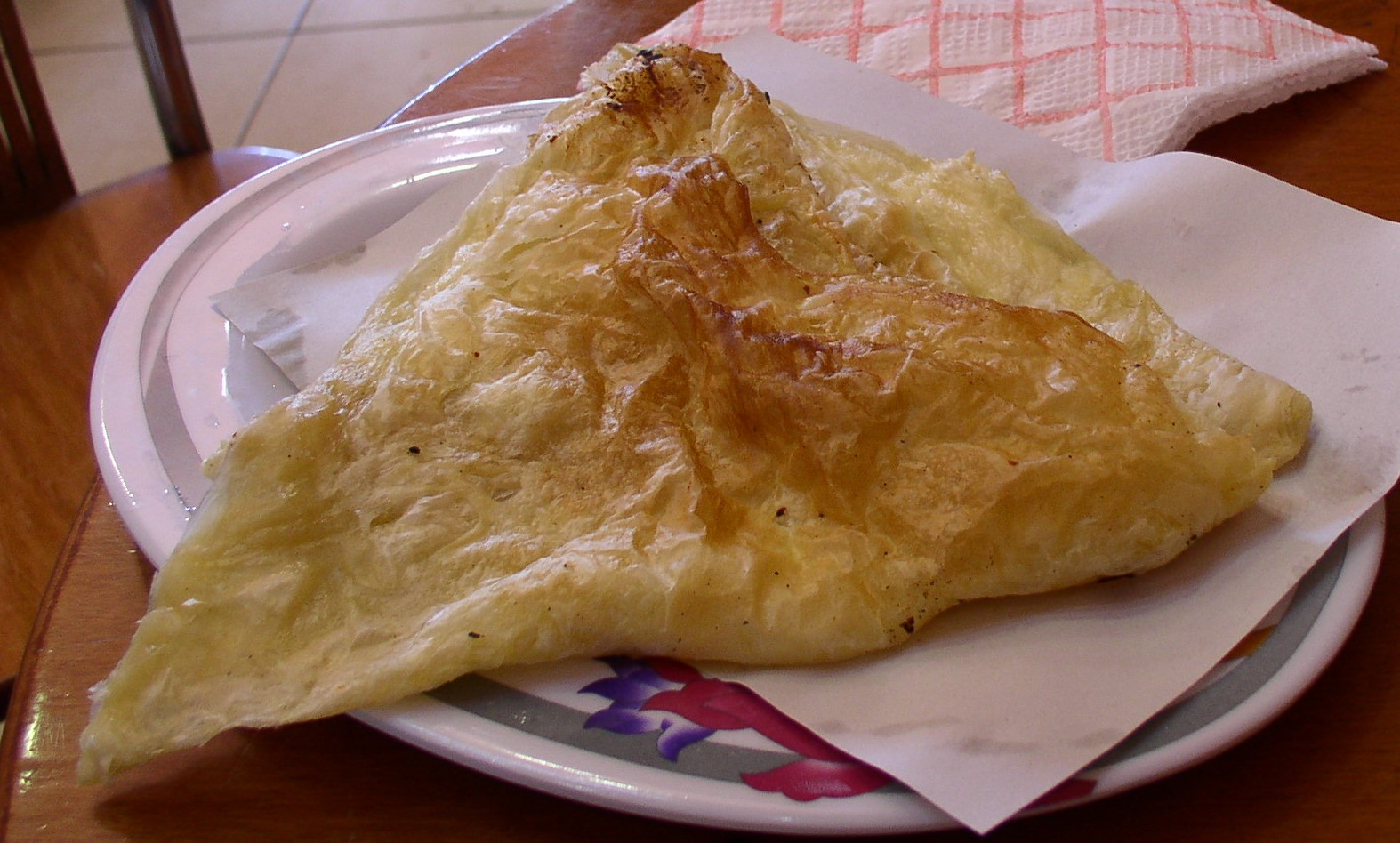
Trojúhelníkový burek v Albánii

V Albánii se tento pokrm nazývá byrek, burek, nebo lakror, nejčastější náplní jsou: sýr (zejména gjizë, měkký sýr podobný ricottě, ale slaný), mleté maso a cibule (styl ragú), který je někdy nazýván mesnik na jihu; špenát, vejce, mléko a vejce s předpečenými vrstvami těsta, ale také může být připravován s rajčaty a cibulí, paprikou a fazolemi, brambory nebo se sladkou náplní z dýně, kopřivy (známý jako byrek me hithra), atd.
Burek je tradičně připravován z několika vrstev těsta, které se ručně válí na tenko. Konečnou podobou mohou být malé, jednotlivé trojúhelníky, a to zejména od pouličních prodejců zvaných "Burektore", kteří prodávají burek a další tradiční pečivo a nápoje. Může se také připravit jako jeden velký burek, který se nařeže na menší kousky. Burek je tradičním v jižní Albánii, ale s různými variacemi se připravuje v celé zemi. Může být podáván studený nebo teplý.

## Bulharský bjurek
Bulharská verze pečiva, zvaná bjurek (cyrilice: бюрек), je obvykle považována za variantu banice (cyrilice: баница), což je také bulharské jídlo. Bulharský bjurek je druhem banice se sýrem sirene. Rozdíl je v tom, že do bjurku se přidávají vejce.
V bulharštině se slovem bjurek označují i jiné pokrmy, připravené také se sýrem a vejci, jako je čuška bjurek (чушка бюрек), loupané a pražené papriky plněné sýrem a tikvička bjurek (тиквичка бюрек), blanšírované nebo nevařené kousky dýně s vaječnou náplní.

## Řecký bouréki nebo bourekáki

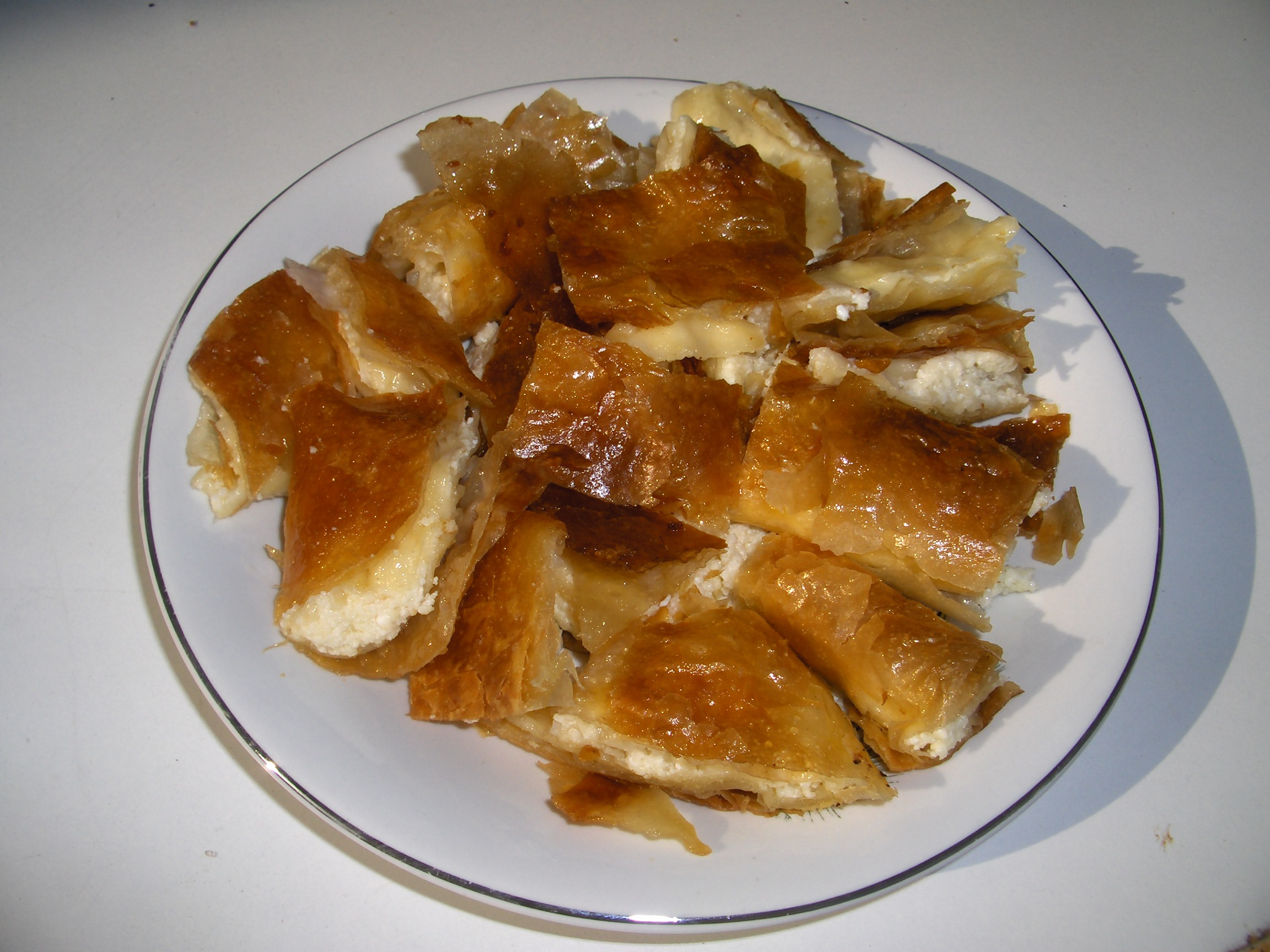
Řecká variace bureku

V Řecku a na Kypru bouréki (μπουρέκι buˈreki), nebo zdrobněle bourekáki (μπουρεκάκι bure'kaki) jsou malé druhy pečiva z kynutého těsta filo nebo pečivo s kůrkou.

## Itálie
V některých italských městech regionu Emilia-Romagna, které byly dříve městskými státy, jako například Ferrara a Modena, se stále můžete setkat se sladkým pečivem ve tvaru půlměsíce, nazývaným burriche nebo burricche,  které je označováno za středověký pozůstatek Osmany inspirované kuchyně židovských komunit, které žily v některých městech této oblasti. Mohou se vyzvednout burriche ferraresi, do nichž se přidává grappa, často se plní mandarinkovou  marmeládou a někdy jsou ve ferrarské  ladinštině  nazývány burichitami.
Tvarem a chutí se podobají na řecké kurabiedes z lineckého těsta, sušenky, které se liší od svých blízkovýchodních protějšků tím, že se do nich přidává alkohol, jako je brandy nebo mastika.

## Bývalá Jugoslávie
Na území bývalé Jugoslávie, je burek pravidelně k dispozici ve většině pekařství a obvykle se servíruje jako rychlé občerstvení. Často se konzumuje s jogurtem. Kromě toho, že se burek prodává v pekárnách, dá se sehnat ve specializovaných prodejnách (tzv. buregdžinicích), prodávajících výhradně burek (nebo pitu) a jogurt.

### Bosenský burek

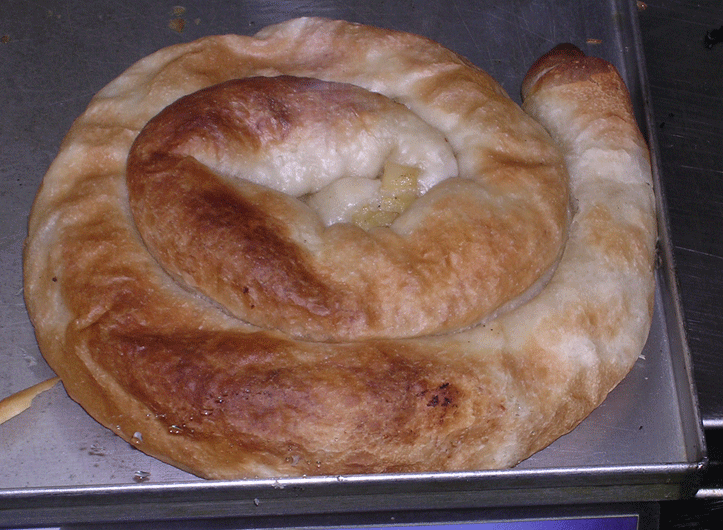
Bosenský zavinutý burek

V bývalé Jugoslávii je burek, také známý jako pita, velmi časté jídlo, a jeho bosenská varianta je pravděpodobně regionálně nejvýznamnější.
Může se jíst jako kterékoliv jídlo dne. Mezi místními muslimy v Bosně (Bosňáci) se speciálně připravuje Somun s vaječným žloutkem a kořením jako tradiční chléb k večeři během půstu v období ramadánu.
V Bosně a Hercegovině je burek plněné pečivo, tradičně svinuté do spirály a nakrájené na servírovací porce.
Stejná spirála plněná tvarohem se nazývá sirnica, se špenátem a sýrem pak zeljanica, s  brambory krompiruša, a o všech se obecně mluví jako o pitě. Vejce se používají jako pojivo do sirnice a do zeljanice .
Tento druh pečiva je také oblíbený v Chorvatsku, kam byl přivezen bosenskými Chorvaty, kde se mu obvykle říká rolani burek (zavinutý burek).
Do srbských měst byl bosenský burek importován válečnými uprchlíky v devadesátých letech dvacátého století a obvykle se mu říká sarajevske pite nebo bosanske pite (sarajevský koláč nebo bosenský koláč). Podobné jídlo, i když poněkud širší a z tenčích vrstev těsta, se v Srbsku nazývá savijača nebo jen "pita". Toto jídlo je obvykle jen domácí a neprodává se v pekárnách.

### Srbský (kulatý) burek

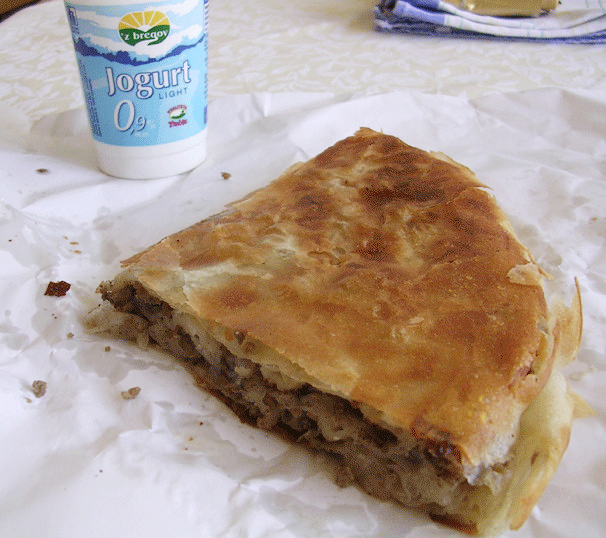
Srbský kruhový burek

V Srbsku, Severní Makedonii, Chorvatsku, Černé Hoře a Slovinsku se burek připravuje z vrstev těsta střídavě proložených vrstvami dalších náplní v kruhovém pekáči a pak je pokryt poslední vrstvou těsta. Tradičně může být pečený bez náplně (prazan), s dušeným mletým masem a cibulí nebo se sýrem. Moderní pekárny ho nabízejí se sýrem a špenátem, jablky, višněmi, brambory, houbami a jako pizza-burek.
Recept na "kulatý" burek byl vyvinut v srbském městě Niš. V roce 1498 byl představen slavným tureckým pekařem, Mehmedem Oglu z Istanbulu. Nakonec se burek rozšířil od jihovýchodu (jižní Srbsko, Kosovo a Severní Makedonie) do zbytku Jugoslávie.
Srbský burek se stal populárním v Chorvatsku a ve Slovinsku ve druhé polovině 20. století. První burek v Záhřebu byl vyroben pekaři po druhé světové válce poblíž hlavního vlakového nádraží. [zdroj?]
Ve Slovinsku je burek jedno z nejpopulárnějších jídel rychlého občerstvení.

## Krym

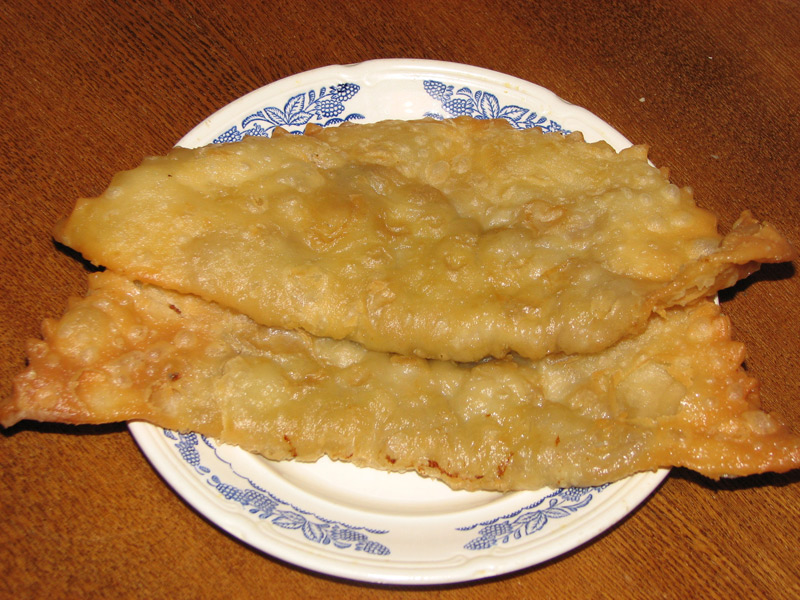
Çibörek (Tatarstán)

Tatarská verze jednoho z národních jídel krymských Tatarů se nazývá Çibörek . Připravuje se z nekynutého těsta plněného mletým jehněčím, cibulí a kořením, následně osmaženého v oleji. Jde o běžné pouliční jídlo v ruské republice Tatarstán a dalších zemích, které byly kdysi součástí SSSR. Čeburek je ruská výslovnost tatarského Çibörek, což znamená "vynikající burek" nebo "syrový" burek.

## Moldavsko
V regionální kuchyni na moldavském východním břehu řeky Prut se stále připravuje jídlo, podobné knedlíku, nazývané burechiuşe nebo burechiţe, které je možné popsat jako kynuté těsto ve tvaru čtverců podobných raviolám, plněných houbami jako hřib smrkový (Boletus edulis), stlačených kolem okrajů a následně vařených v polévkách, podobných boršči, nebo čorbu/šurpu. Tradičně se konzumuje v poslední den půstu před Štědrým dnem.
Není jasné, zda je název burechiuşe odvozen od turkicko-řeckého názvu börek (což je reálnou možností vzhledem k tomu, že osmanské Moldávii vládli po mnoho desetiletí dynastie řeckých fanariotů, kteří nabádali řecké kolonisty, aby se usazovali v této oblasti), nebo od hřibu Boletus (burete v moldavské jazykové verzi, což znamená jak „houba“, tak i „mycí houba“).

## Tuniský a alžírský brik
Brik (arabsky بريك‎) je tuniská a alžírská odvozenina bureku, sestávající obvykle z tenkého těsta malsuka, ovinutého kolem náplně a prudce osmaženého. Nejznámější verzí je vaječný brik – celé vejce v trojúhelníkové pečivové kapse s nasekanou cibulí, tuňákem, harissou a petrželkou.
Pečivo brik (malsuka nebo warka) se připravuje tak, že se lepkavé kousky těsta plácají na horký nepřilnavý povrch v překrývajících se kruzích, aby vytvořily požadovanou velikost a vařily se po dobu jedné až dvou minut. K typickým náplním patří tuňák, mleté maso, nasekané vařené vejce, kuře, krevety nebo ančovičky, zdobené smaženým vejcem a harissou, kapary nebo sýrem. Samotné pláty těsta jsou také označovány jako malsuka nebo warka.

## Východoarabský burek
Arabský burek (arabsky: بوريك) je často plněný mletým anebo na kostičky nakrájeným jehněčím nebo hovězím masem, či jejich směsí. Pro ochucení masa se používají různé bylinky a koření, včetně kurkumy, čerstvé petrželové natě a muškátového oříšku; sirup z granátových jablek dává této směsi jedinečnou nasládlou a štiplavou chuť. Smažené nebo karamelizované cibule se obvykle přidávají k masu, stejně jako tradiční arabské smažené mandle a sultánky nebo rozinky. Tradiční arabské sýry, včetně Žibin baladi (جيبين البلدي) a Žibin arab (جيبين عرب) se často používají namísto masa nebo spolu s masem. Směs se zabalí do listu těsta a pak se smaží nebo frituje do křupava a připomíná velký vaječný závitek. Zatímco většinou se burek připravuje z těsta filo, někteří tradiční kuchaři, zejména ti z kmenových oblastí, dávají přednost ručně hnětenému těstu.
Arabský burek se nejčastěji podává s jinými "suchými" pokrmy včetně jídla kubba/kubbeh, s dipem žažik (dip z jogurtu, okurky a česneku) a tvoří nedílnou součást tradičních předkrmů meze.

## Arménský bjorek
V Arménii bjorek nebo borek (arménsky: բյորեկ nebo բորեկ) připravují z těsta filo, složeného do trojúhelníků a plněného sýrem, špenátem nebo mletým hovězím masem; náplň je pak typicky ochucena. Oblíbenou kombinací je špenát, feta, cottage sýr (tvaroh), stříknuté likérem s chutí anýzu (jako je raki).

## Asyrský burek
Asyrský burek je obvykle plněný mletým hovězím, i když někdy se místo masa používají brambory. Náplň je zabalená do listu těsta a pak osmažená v oleji. Připomíná vaječný závitek.